# Autoroute A21 (France)
Pour les articles homonymes, voir A21.
L’autoroute A21, également appelée rocade minière, relie l'A26 au niveau de Bully-les-Mines à l'A2 au niveau de Douchy-les-Mines, en contournant les villes de Lens et Douai. Elle a vocation de relier ces dernières à Valenciennes. En 2009, elle a remplacé à l'est la N455. Tout comme l'A211, elle fait partie du ressort de la Direction interdépartementale des Routes Nord.

## Antenne
L'antenne urbaine numérotée A211, qui part vers Avion, est prolongée par la N17. L'A211 devrait être prolongée jusqu'à l'A26 en absorbant la N17, pour relier les agglomérations de Lens et Arras.

## Historique
Ouverte en 1971, l'autoroute A21 était à l'origine créée pour relier l'A1 au niveau de l'échangeur d'Hénin-Beaumont-Lens à la ville de Lens dans le Pas-de-Calais. André Delelis est à l'origine de la création de l'autoroute afin de désenclaver Lens. Elle devait permettre de désengorger plusieurs villes du bassin minier du Pas-de-Calais entre Lens et Hénin-Beaumont, traversées par la N43.
L'autoroute s'est ensuite allongée en direction de Liévin, raccourcissant les temps de parcours vers l'ouest du bassin minier, puis en 2009 en direction de l'A2 Valenciennes et Cambrai, en absorbant la route nationale 455, progressivement mise aux normes autoroutières depuis 1996.
En 2016, l'extrémité Ouest a été déclassée sur environ 600 m et incorporée à la RD 301, afin de permettre le doublement du pont sur l'A26. En effet, cette traversée constituait un étranglement à 2 × 1 voies entre l'A21 et la voie express D301. Ce déclassement a fait passer le début de l'autoroute de la commune d'Aix-Noulette à celle de Bully-les-Mines

## Parcours

### Autoroute A21

#### Tracé
À l'ouest, l'autoroute A21 commence dans la continuité de la D301 à Bully-les-Mines au niveau de l'échangeur 6.1 de l'A26. L'autoroute contourne la ville de Lens par le nord. La sortie 10 permet une connexion avec la N47 (direction La Bassée). Un radar automatique a été installé entre la sortie 10 et 11 dans le sens Douai-Bully-les-Mines.
L'autoroute est connectée à l'antenne A211 (direction Arras) à l'est de Lens. Cette zone est limitée à 90 km/h. En continuant vers l'est, l'autoroute est à peu près parallèle à la N43, car l'autoroute serpente tandis que la nationale est en ligne droite.
Du kilomètre 21 au kilomètre 23, l'échangeur d'Hénin-Beaumont-Lens permet une connexion avec l'A1 au niveau de Hénin-Beaumont. Au nord de Douai, l'autoroute slalome entre Courcelles et Auby et change ainsi de département pour passer du Pas-de-Calais au Nord.
La sortie 19, dessert Douai par la voie express D621. Plus à l'est, l'autoroute fait doublon avec la D645. Enfin au niveau de Douchy-les-Mines, l'A21 se déverse dans l'A2.

#### Sorties

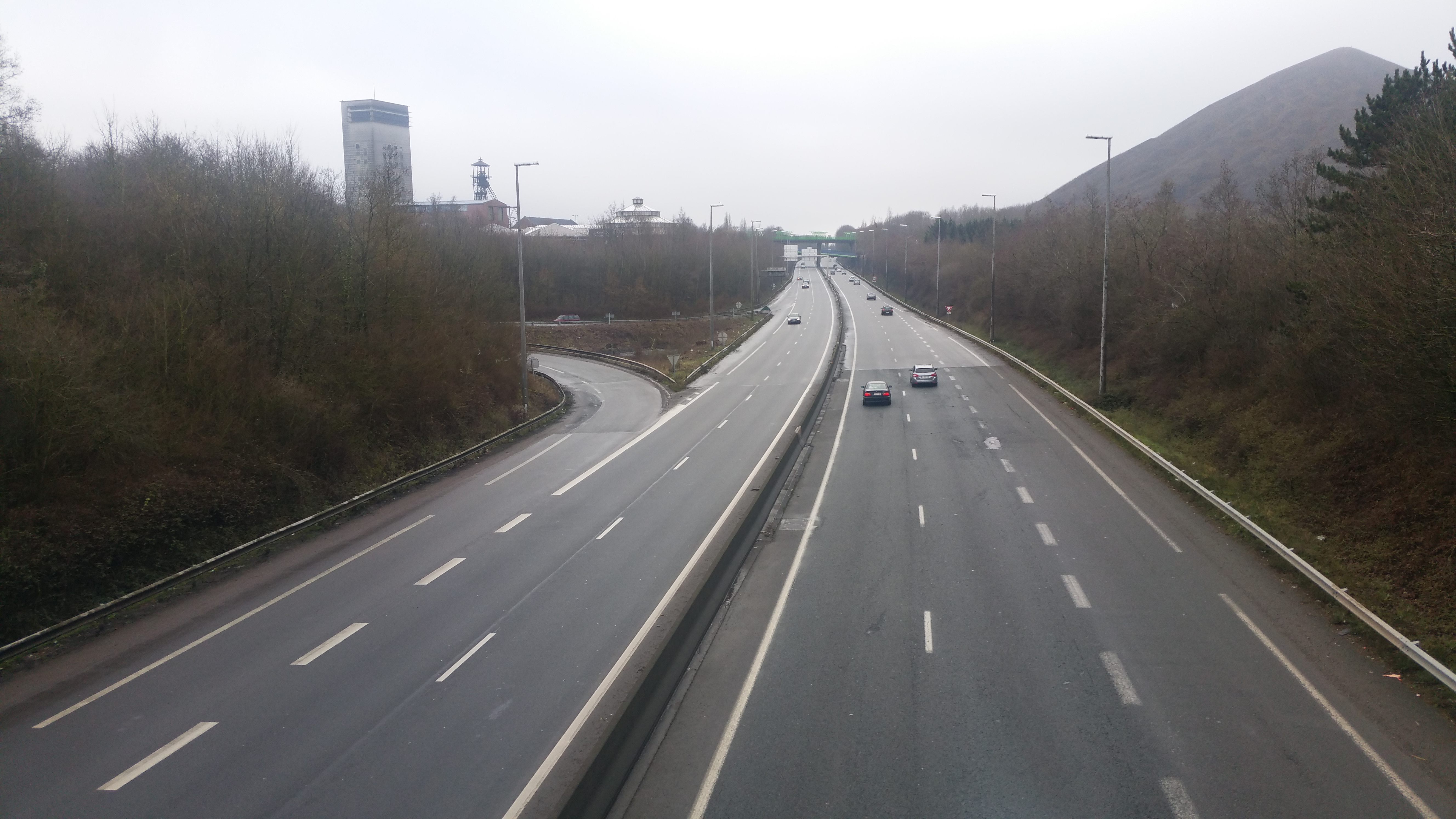
La « rocade minière » en 2016, au niveau de la sortie 8.

Section non-concédée gérée par la DIR Nord et gratuite.
- Échangeur entre A26, RD 301 et A21 à 0 km : 
  - A26 : Paris, Reims, Calais, Béthune, Nœux-les-Mines, Arras 
  - RD 301 : Nœux-les-Mines, Béthune, Arras, Bruay-la-Buissière, Barlin, Aix-Noulette, Hersin-Coupigny, Sains-en-Gohelle
- 7 Liévin à 3 km : Bully-les-Mines, Liévin, Grenay
- 8 Loos-en-Gohelle à 6 km : Lens - ouest, Loos-en-Gohelle, Mazingarbe, Louvre-Lens, Stade Bollaert-Delelis, Béthune
- 9 Lens - nord à 8 km :  Lens, Bénifontaine, Hulluch,  Centre Hospitalier, Crématorium
- 10 Z. I. Artois-Flandres (RN 47) à 9 km : Lille (A25), La Bassée, Wingles
- 11 Lens - est à 10 km : Lens - Grande Résidence, Vendin-le-Vieil
- 12 Lens - Grand Condé à 11 km : Lens, Annay, Carvin, Harnes, Loison-sous-Lens
- 13 Lens - centre à 12 km : Lens, Stade Bollaert-Delelis
- Échangeur entre A211 et A21 à 13 km : Arras, Avion, Liévin, Stade Couvert Régional
- 14 Noyelles-sous-Lens à 13 km : Sallaumines, Noyelles-sous-Lens
- 15 Montigny-en-Gohelle à 17 km : Fouquières-lès-Lens, Montigny-en-Gohelle
- 16 Hénin-Beaumont à 19 km : Hénin-Beaumont - centre, Courrières
- Échangeur entre A1 et A21 (Échangeur d'Hénin-Beaumont-Lens) à 22 km : Paris, Lille, Arras, Carvin, Libercourt, Hénin-Beaumont - Z. I.
- 17 Dourges à 23 km : Noyelles-Godault, Dourges
- 18 Courcelles-lès-Lens à 25 km : Courcelles-lès-Lens, Évin-Malmaison, Leforest

Passage du département du Pas-de-Calais à celui du Nord
- 19 Le Villiers à 26,5 km : Douai - centre, Cambrai
- 20 Flers-en-Escrebieux à 28 km : Flers-en-Escrebieux, Auby,  Zone Industrielle Les Prés Loribes
- 21 Pont de la Deûle à 29,5 km : Douai - Dorignies
- 22 Roost-Warendin à 30,5 km : Roost-Warendin,  Dorignies
- 23 Waziers à 31 km : Tournai, Douai - nord, Orchies, Waziers, Saint-Amand-les-Eaux, Gayant Expo
- 24 Sin-le-Noble à 33,5 km : Sin-le-Noble, Cambrai,  Centre Hospitalier
- 25 Lallaing à 36,5 km : Lallaing, Montigny-en-Ostrevent
- 26 Pecquencourt à 40,5 km : Pecquencourt, Vred
- 27 Rieulay à 43,5 km : Somain, Orchies, Marchiennes, Rieulay,  Z. I. de Sessevalle
- 28 Somain à 47,5 km : Somain, Aniche, Bouchain,  Z.A. La Renaissance
- 29 Abscon à 49,5 km : Abscon
- 30 Escaudain à 53 km : Escaudain, Lourches
- 31 Denain à 55 km : Denain,  Pierres Blanches
- 32 Lourches à 55,5 km : Denain, Lourches (de et vers l'A2, demi-échangeur)
- 33 Douchy-les-Mines à 57 km : Douchy-les-Mines (de et vers l'A2, demi-échangeur)
- Échangeur entre A2 et A21 à 57,4 km : Paris, Valenciennes, Cambrai, Liège, Bruxelles

### Autoroute A211

#### Tracé
Cette autoroute est longue de 3,5 km et permet de desservir la banlieue sud de Lens.
Section non-concédée gérée par la DIR Nord et gratuite.
- Échangeur entre A21 et A211 à 0 km : Lens - nord, Liévin - nord, Béthune, Calais (A26), Hénin-Beaumont, Douai, Lille (A1)
- 14 Lens - centre à 1,3 km : Lens, Noyelles-sous-Lens, Gare (Uniquement dans le sens N17-A21)
- 15 Lens - Cité 4 à 2,2 km : Lens, Liévin - centre, Stade Bollaert-Delelis, Éleu-dit-Leauwette
  -   A211 devient RN 17

## Lieux sensibles
Il existe des risques de bouchons très récurrents pour rejoindre la route nationale 47 au niveau de l'échangeur 10, donc accès à Douvrin, La Bassée et Lille par la route nationale 41.[réf. nécessaire]
La « courbe du Marais », virage serré dans le nord de la commune de Sallaumines, est connue pour être accidentogène.